# ししおどし

東山動植物園のししおどし

ししおどし（鹿威し）とは、田畑を荒らす鳥獣を威嚇し追い払うために設けられる装置類の総称。かかし・鳴子・添水（そうず）。「鹿脅し」「獅子脅し」「獅子威し」とも書かれるが本来は「鹿威し」である（ニホンジカ#名前を参照）。

## 添水
添水（僧都、そうず）とは、水力により自動的に音響を発生する装置である。中央付近に支点を設けて支え、上向きに一端を開放した竹筒に水を引き入れる。竹筒に水が満杯になるとその重みで竹筒が頭を下げ水がこぼれて空になり軽くなる。その軽くなった竹筒が元に戻る際に支持台（石など）を勢いよく叩き音響を生ずる。
もともとは鳥獣を追い払う農具であったが、のちに風流としてその音を楽しむようになり、日本庭園の装飾として設置されることが多くなった。代表的なものとして京都の詩仙堂のものがある。エクステリアの装飾品としても用いられる。
これと同様の仕組みを動力として応用したものが水唐臼である。
電子工学においては弛張型発振回路の原理を示す例として採り上げられる。
また吹奏楽曲『鳳凰が舞う』においては楽器の一種として登場する。

## 画像

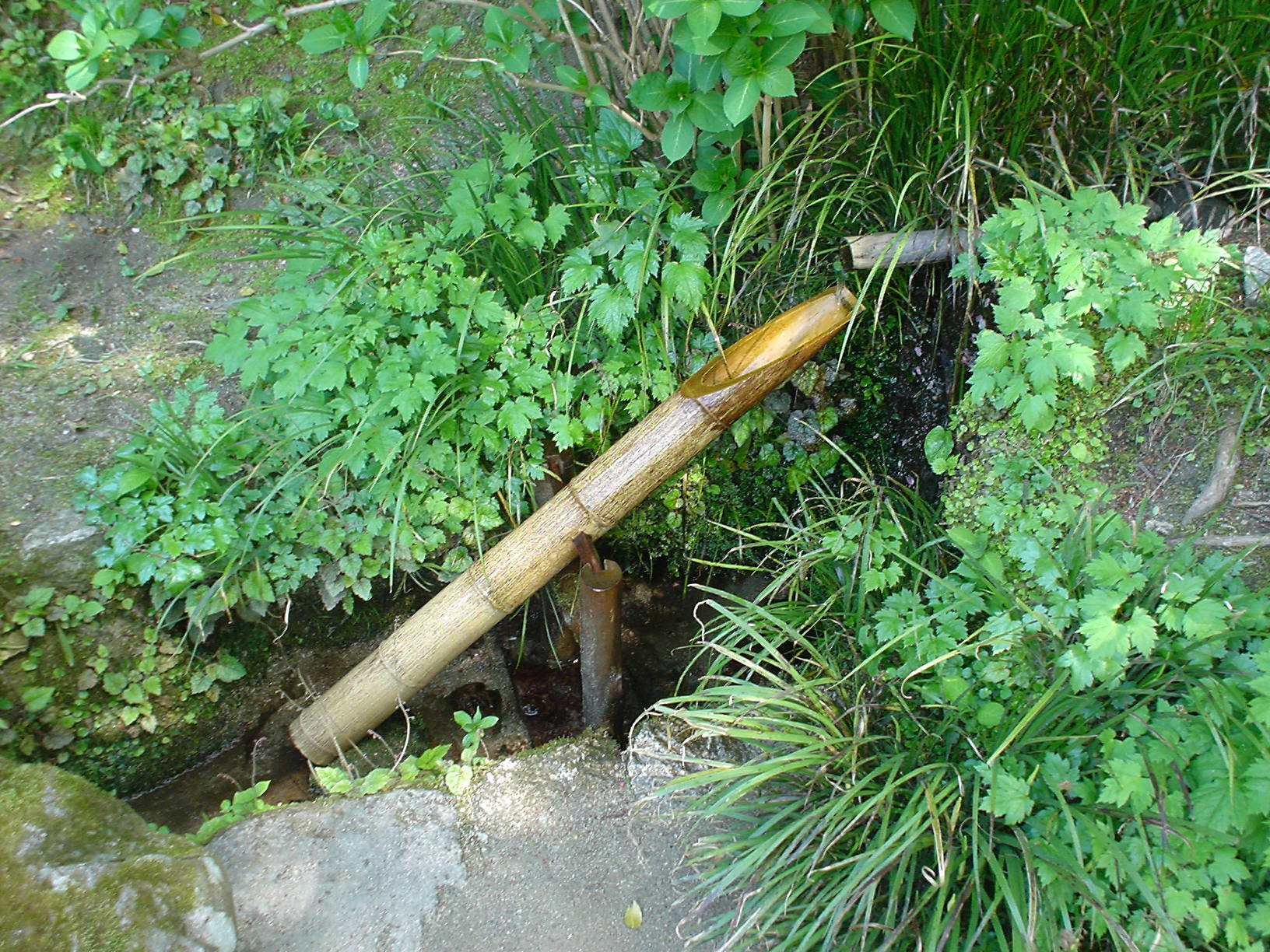
詩仙堂の添水
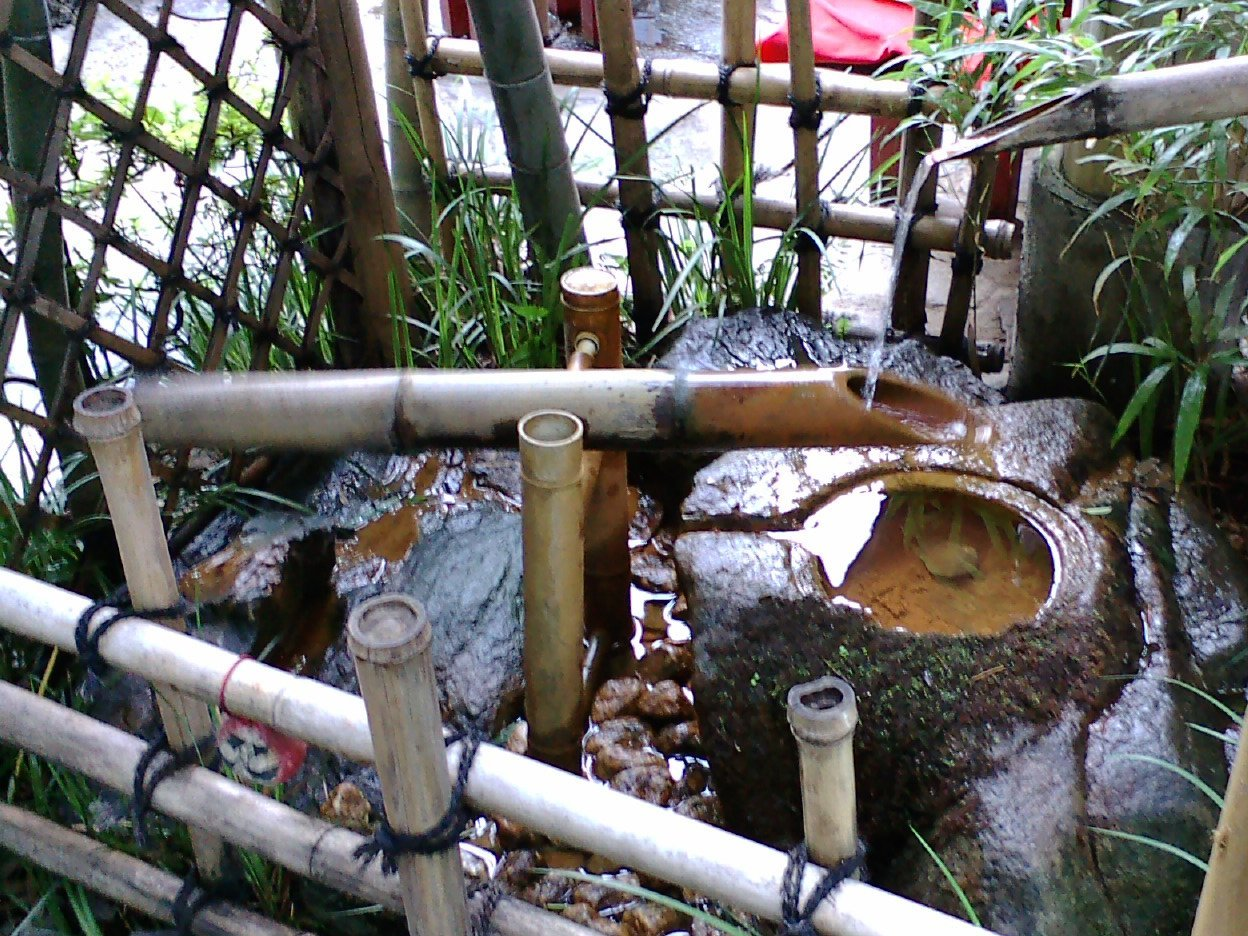
日本庭園の一般的な添水